# Чартория (Лодзинське воєводство)
Чартория (пол. Czartoryja) — село в Польщі, у гміні Броншевиці Серадзького повіту Лодзинського воєводства.
Населення — 187 осіб (2011).
У 1975-1998 роках село належало до Серадзького воєводства.

## Демографія
Демографічна структура станом на 31 березня 2011 року:
|          | Загалом | Допрацездатний вік | Працездатний вік | Постпрацездатний вік |
| -------- | ------- | ------------------ | ---------------- | -------------------- |
| Чоловіки | 99      | 16                 | 68               | 15                   |
| Жінки    | 88      | 22                 | 45               | 21                   |
| Разом    | 187     | 38                 | 113              | 36                   |